# Emoia parkeri
Emoia parkeri — вид сцинкоподібних ящірок родини сцинкових (Scincidae). Ендемік Фіджі.

## Поширення і екологія
Emoia parkeri мешкають на островах Віті-Леву, Тавеуні, Овалау і Кадаву. Вони живуть в сухих і вологих рівнинних тропічних лісах та у вторинних лісах. Зустрічаються на висоті до 500 м над рівнем моря.

## Збереження
МСОП класифікує цей вид як вразливий. Emoia parkeri загрожує знищення природного середовища та хижацтво з боку інтродукованих мангустів. 